# Alfred Hubert Mendes
Alfred Hubert Mendes, natural de (? de  1897 — ? de 1991), filho de Alfred Mendes, foi uma figura pioneira da literatura das Caraíbas. Era descendente de portugueses presbiterianos expulsos da Madeira no seguimento das perseguições a Robert Kalley. Mendes foi um escritor prolífico. Foi o primeiro a ter chamado a atenção para a comunidade portuguesa, com a sua novela Pitch Lake.
Recebeu um Doutoramento honoris causa pela University of the West Indies em reconhecimento pela sua obra literária. Foi também um funcionário público e chegou ao cargo de director-geral da autoridade portuária de Trinidad e Tobago.
Teve três filhos, entre os quais Peter Mendes. Foi avô de Sam Mendes, diretor de cinema britânico, que realizou o filme 1917 inspirado pelas suas histórias da Primeira Guerra Mundial.
Foi um dos co-fundadores da revista socialista "The Beacon" ("O Farol").

## Obra
- Pitch Lake - onde relata a história da imigração portuguesa para Trinidad e Tobago
- Black Fauns